# Chafé
Chafé est une freguesia portugaise. Elle appartient à la municipalité de Viana do Castelo, située dans le district éponyme et dans la région Nord.

## Géographie
Chafé est une freguesia du nord du Portugal sur la côte atlantique. Elle se situe au sud de la municipalité de Viana do Castelo. Le village même de Chafé est éloigné de quelques kilomètres de la côte mais le quartier d'Amorosa est bordé par l'océan.
La plage d'Amorosa est une fine bande de sable, avec de nombreux rochers, entourée par des dunes en érosion. La partie sud de la plage est bordée d'un quai. La plage est à proximité immédiate du quartier d'Amorosa.
|                  | Anha             | Vila Fria |
| océan Atlantique | Chafé            | Alvarães  |
|                  | Castelo do Neiva | Neiva     |

## Économie
L'économie locale est principalement tournée vers l'agriculture, l'élevage, la pêche et l'hôtellerie.

## Politique et administration
Chafé est une freguesia (paroisse civile), c'est-à-dire la plus petite division administrative portugaise. Elle fait partie de la municipalité de Viana do Castelo.
Le président de la junta de freguesia, l'équivalent du conseil municipal français, est António Oliveira Lima (G.C.E.).

## Culture et patrimoine

### Lieux et monuments
Chafé compte plusieurs monuments :
- l'église paroissiale ;
- la chapelle du Senhor do Socorro ;
- la nécropole S. João Ester ;
- le tumulus de Lordelo.

### Manifestations culturelles et festivités
Trois événements se déroulent chaque année à Chafé :
- la Saint Sébastien (S. Sebastião) en janvier ;
- la fête de la restauration de la paroisse civile (restauração da freguesia) le 9 juillet ;
- les festivités de la Senhora do Alívio  durant le 2e week-end de septembre.